# کارناوبایس
کارناوبایس (به پرتغالی: Carnaubais) یک شهرستان در برزیل است که در ریو گرانده شمالی واقع شده‌است.